# Юца (река)
Юца́ — река в Ставропольском крае, правый приток реки Подкумок. Длина — 41 км. Водосборная площадь — 254 км².

## Этимология
Название предположительно происходит от тюркского Джилы-су — «тёплая вода».

## География
С правой стороны Юца имеет множество притоков, самый крупный из них река Джуца. Всего у Юцы насчитывают 39 притоков общей длиной 55 км.
Исток Юцы находится на западном склоне Джинальского хребта, недалеко от города Кисловодска.
Питание реки смешанное: родниковое и снежно-дождевое.

## Данные водного реестра
По данным государственного водного реестра России относится к Западно-Каспийскому бассейновому округу, водохозяйственный участок реки — Подкумок от города Кисловодск и до устья, речной подбассейн у реки отсутствует. Речной бассейн реки — бессточные районы междуречья Терека, Дона и Волги.
Код объекта в государственном водном реестре — 07010000512108200001851.